# Tubará (ort)
Tubará är en ort i Colombia.   Den ligger i departementet Atlántico, i den norra delen av landet, 700 km norr om huvudstaden Bogotá. Tubará ligger 280 meter över havet och antalet invånare är 8 180.
Terrängen runt Tubará är platt åt sydost, men åt nordväst är den kuperad. Tubará ligger uppe på en höjd. Runt Tubará är det ganska tätbefolkat, med 248 invånare per kvadratkilometer. Närmaste större samhälle är Baranoa, 11,3 km sydost om Tubará. Omgivningarna runt Tubará är en mosaik av jordbruksmark och naturlig växtlighet.